# Hiob Ludolf

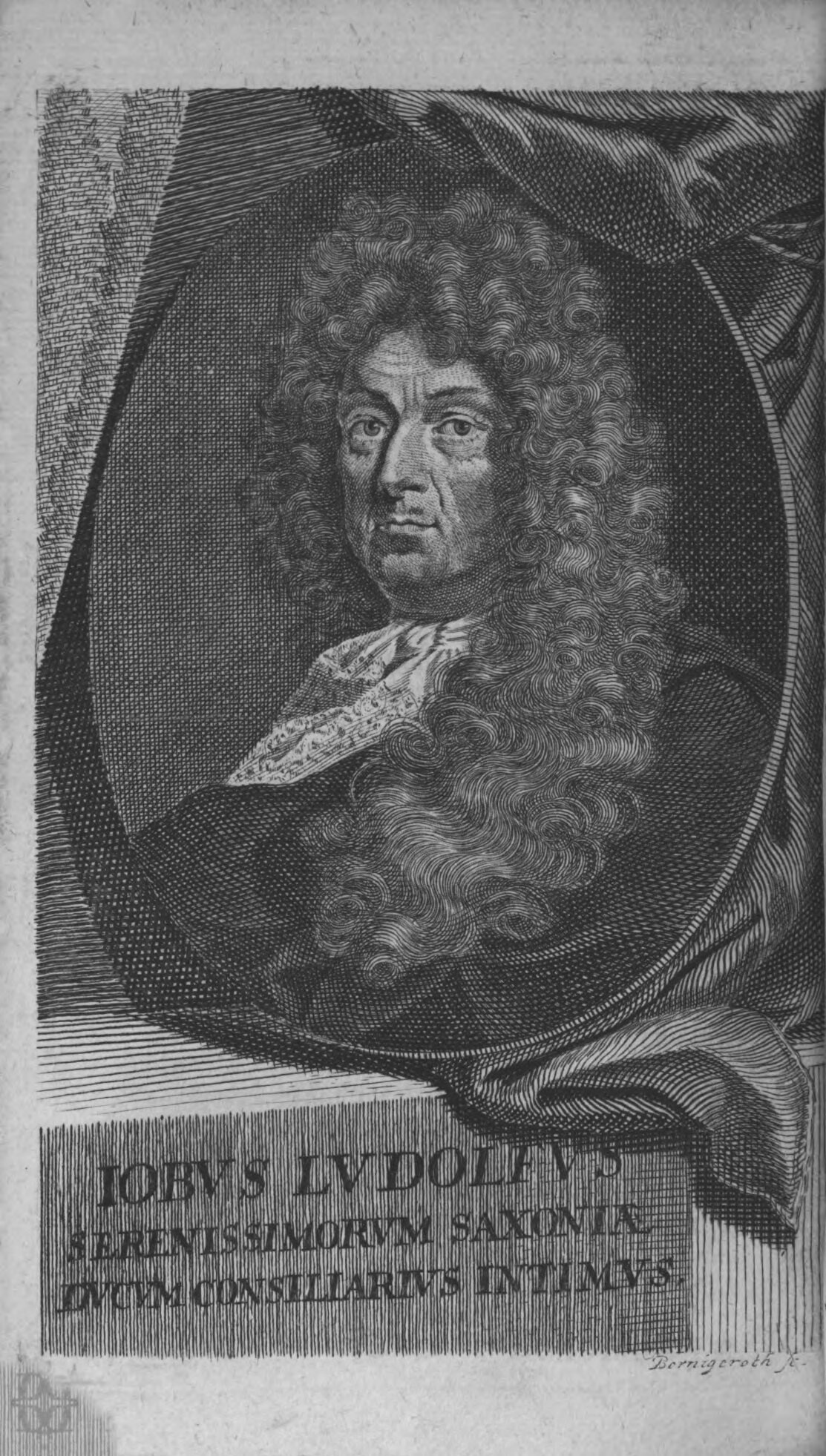
Hiob Ludolf

Hiob Ludolf (oder auch Leutholf, Ludloff oder Job Ludolph; * 24. Juni 1624 in Erfurt; † 8. April 1704 in Frankfurt am Main) war Orientalist, Politiker, Diplomat und der Begründer der äthiopischen Philologie. Der Universalgelehrte diente unter Ernst dem Frommen von Sachsen-Gotha als Kammerdirektor und Prinzenerzieher; später auch als kurpfälzischer Kammerdirektor. 

## Leben

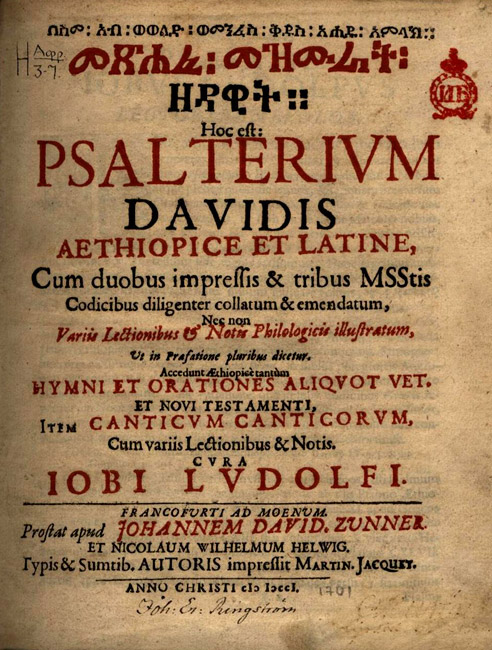
Psalterium Davidis Aethiopice et Latine (Frankfurt, 1701)

Hiob Ludolf stammt aus einer der führenden Erfurter Ratsfamilien, die unter anderem durch den Waidhandel zu Reichtum und Ansehen gekommen war. Sein gleichnamiger Vater war Waidhändler und Biereige (Brauberechtigter). Schon als Schüler beschäftigte sich Ludolf, angeregt durch seinen Lehrer Bartholomäus Elsner, mit orientalischen Sprachen. Ab 1639 studierte er an der Universität Erfurt Jura und Medizin sowie Hebräisch, Arabisch, Syrisch und auch Altäthiopisch. Da ihm die vorhandenen Bücher nicht genügten, verfasste Ludolf selbst im Alter von 20 Jahren eine Grammatik der altäthiopischen Sprache. Ab 1641 ging er zehn Jahre auf Bildungsreisen durch Europa. An der Universität Leiden promovierte er 1645 zum Doktor der Rechte. Auch dort beschäftigte er sich aber vor allem mit orientalischen Sprachen, die er bei Constantinus L’Empereur van Oppyck und Jacobus Golius studierte. Im Anschluss bereiste er Frankreich und England.
In Rom, wo er für Königin Christina von Schweden einige verschollene Urkunden suchen sollte, lernte er 1649 am Äthiopischen Kolleg auf dem Vatikan den abessinischen Theologen Abba Gorgoryos kennen. Nachdem Ludolf 1651 in den Dienst des Herzogs Ernst des Frommen von Sachsen-Gotha und Arnstadt getreten war, lud der Fürst Gorgoryos nach Gotha ein, wo dieser am 10. Juni 1652 eintraf. Ludolf und Ernst der Fromme studierten alle verfügbaren Bücher und Berichte über Abessinien, die sie in den Sammlungen der berühmten Gothaer Bibliothek fanden. Sie bereiteten eine umfangreiche Liste von Fragen vor, die sie dem Gast vorlegten. Der Herzog interessierte sich vor allem für den sagenhaften Priesterkönig Johannes. In mehreren Monaten erarbeiteten Ludolf und Gorgoryos gemeinsam ein Altäthiopisch-Lexikon und fertigten detaillierte Beschreibungen der religiösen und kulturellen Verhältnisse in Abessinien an. Von Gorgoryos erlernte Ludolf auch als erster europäischer Sprachforscher das Amharische.
Herzog Ernst war von seinem afrikanischen Ehrengast fasziniert und bot ihm lebenslange Unterstützung an. Gemeinsam wurden Pläne für eine Forschungsreise in das in Europa unbekannte Äthiopien entworfen, die im Jahre 1663 starten sollte. Da jedoch Abba Gorgoryos auf seiner Rückreise nach Afrika bei einer Schiffskatastrophe im Mittelmeer umkam, fehlte der kleinen Reisegruppe, die von Ludolfs sprachtalentiertem Schüler Johann Michael Wansleben aus Sömmerda angeführt wurde, der „einheimische“ Führer. Wansleben, der ebenfalls die arabische und persische Sprache erlernt hatte, bereiste zunächst Unterägypten, um sich und seine Begleiter an das tropische Klima und die örtlichen Sitten und Bräuche zu gewöhnen. Man verbrachte ein ganzes Jahr in Ägypten, brach die Weiterreise nach Oberägypten jedoch ab. Wansleben reiste mit seinen in Ägypten gesammelten Materialien nach Italien zurück, die Expedition war gescheitert.
Ludolf heiratete 1661 in Frankfurt am Main Emilie Maria, Tochter des sachsen-gothaischen Rats Johann Jakob Dimpfel. Neben seinen Forschungen erwarb sich Ludolf am Gothaer Hof ab 1666 als Prinzenerzieher Verdienste. 1675 wurde er Sachsen-Gothaischer Geheimer Rat und Kammerdirektor. Nach dem Tod seiner ersten Frau ging Ludolf 1678 nach Frankfurt am Main, wo er als Nachfolger seines Schwiegervaters Dimpfel die Stelle des sachsen-gothaischen Residenten übernahm. Hauptsächlich widmete er sich aber seinen äthiopistischen Studien. Er versuchte brieflichen Kontakt mit Äthiopien aufzunehmen. Daneben stand er in regem Austausch mit den führenden Gelehrten seiner Zeit. In Prag traf Ludolf 1679 Kaiser Leopold I., den er anregte, freundschaftliche Beziehungen zu Abessinien aufzunehmen. Bei dieser Gelegenheit wurde ihm der Titel Kaiserlicher Rat verliehen. 
Ludolf trat 1681 in den Dienst des Kurfürsten Karl II. von der Pfalz, der ihn ebenfalls als Kammerdirektor mit Staatsgeschäften betraute. In zweiter Ehe heiratete er 1682 Anna Katharina Müller, Tochter eines Frankfurter Tuchhändlers und Ratsherrn, die jedoch schon drei Jahre später starb. 1683 reiste er erneut in die Niederlande, England und Frankreich, um eine europäisch-äthiopische Allianz gegen das Osmanische Reich zu schmieden. Danach ließ er sich wieder als Resident der sächsischen Herzogtümer in Frankfurt nieder. Er initiierte 1690 die Gründung eines Collegium Imperiale Historicum, zu dessen Präsidenten er ernannt wurde, das jedoch keinen dauerhaften Bestand hatte. Seine dritte Ehe schloss er 1694 mit Maria Catharina, Tochter des Frankfurter Bürgermeisters Philipp Christian von Lersner. 

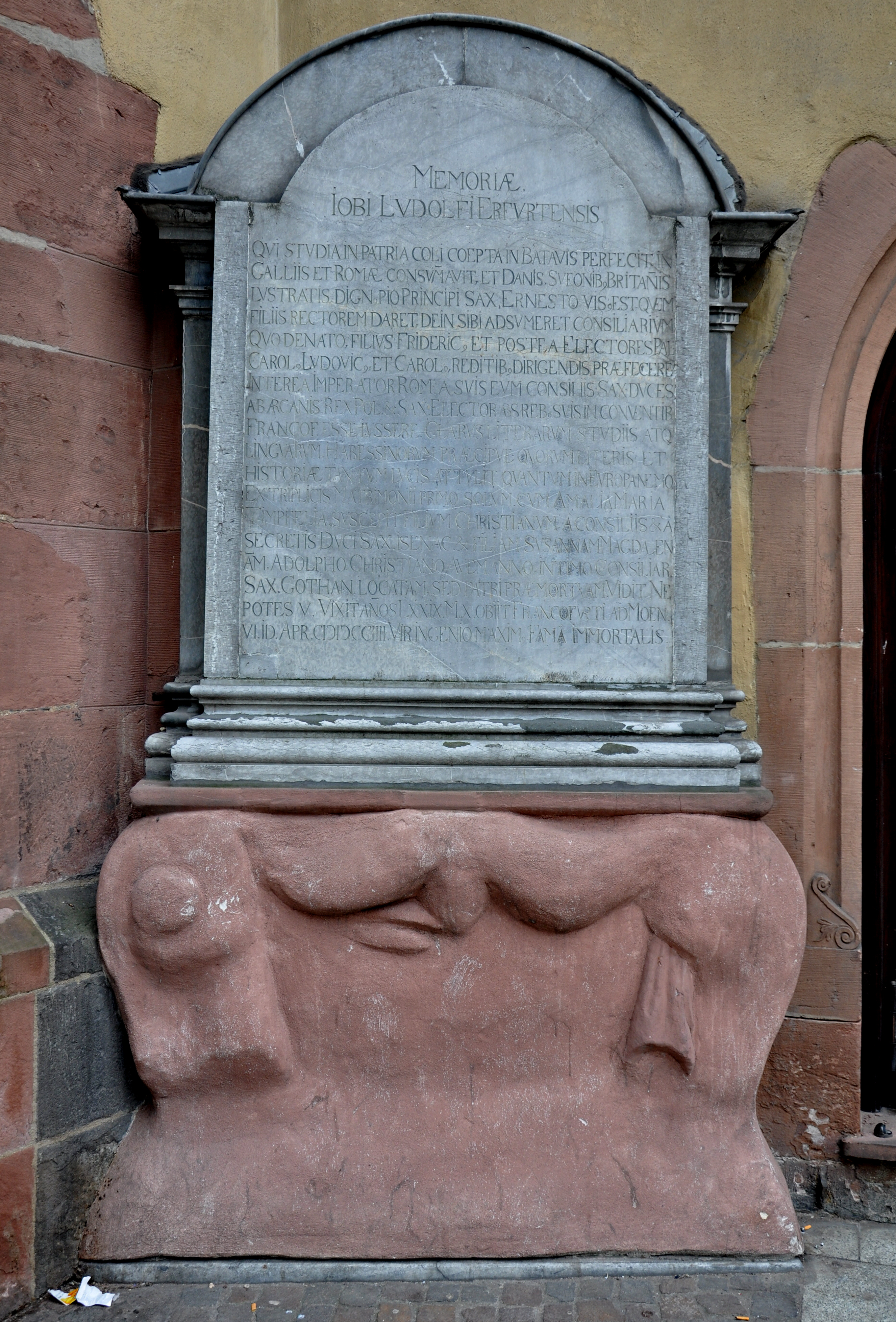
Ludolfs Epitaph an der Katharinenkirche

Ludolf starb mit fast 80 Jahren in Frankfurt. Er wurde in der Katharinenkirche begraben. Sein Epitaph befindet sich an der Außenwand der Kirche südlich des Ostportals. Laut Eike Haberland in der Neuen Deutschen Biographie war Ludolf „einer der gebildetsten Männer des späten 17. Jh.; seine sprachlichen und historischen Arbeiten können für seine Zeit als vorbildlich gelten“. Seine Werke galten bis ins 19. Jahrhundert als wissenschaftlicher Standard. Sein Neffe Heinrich Wilhelm Ludolf war ebenfalls Linguist, er befasste sich mit dem Russischen. 
Nach Hiob Ludolf ist die Ludolfusstraße in Frankfurt-Bockenheim benannt. Zudem trägt das Hiob Ludolf Centre for Ethiopian and Eritrean Studies an der Universität Hamburg seinen Namen.

## Werke
- Lexicon Aethiopico-Latinum. 1. Aufl. Roycroft, London 1661 (hg. Johann Michael Wansleben; Digitalisat), 2. Aufl. Zunner, Frankfurt a. M. 1698 (Digitalisat)
- Grammatica Aethiopica. 1. Aufl. Roycroft, London 1661 (hg. Johann Michael Wansleben; Digitalisat), 2. Aufl. Zunner, Frankfurt a. M., 1702 (Digitalisat)
- Historia Aethiopica, sive brevis & succincta descriptio regni Habessinorum. Zunner, Frankfurt a. M. 1681 (Digitalisat)
- Grammatica linguae Amharicae, quae vernacula est Habessinorum. Zunner, Frankfurt a. M. 1698 (Digitalisat)
- Lexicon Amharico-Latinum. Zunner, Frankfurt a. M. 1698 (Digitalisat) – das erste Wörterbuch des Amharischen
- Psalterium Davidis Aethiopice et Latine, cum duobus impressis & tribus MSStis codicibus diligenter collatum & emendatum, nec non variis lectionibus & notis philologicis illustratum, ut in praefatione pluribus dicetur. Accedunt Aethiopicè tantùm hymni et orationes aliquot vet. et novi testamenti, item canticum canticorum, cum variis lectionibus & notis. Zunner, Frankfurt a. M. 1701 (Digitalisat) – Ausgabe der Psalmen in altäthiopischer Übersetzung, mit lateinischer Übersetzung des äthiopischen Textes